# العلاقات الإيطالية القبرصية
العلاقات الإيطالية القبرصية هي العلاقات الثنائية التي تجمع بين إيطاليا وقبرص.

## مقارنة بين البلدين
هذه مقارنة عامة ومرجعية للدولتين:
| وجه المقارنة                                              | إيطاليا                                                  | قبرص                                                                 |
| --------------------------------------------------------- | -------------------------------------------------------- | -------------------------------------------------------------------- |
| المساحة (كم2)                                             | 301.34 ألف                                               | 9.24 ألف                                                             |
| عدد السكان (نسمة)                                         | 60.60 مليون                                              | 1.14 مليون                                                           |
| الكثافة السكانية (ن./كم²)                                 | 201.1                                                    | 123.38                                                               |
| العاصمة                                                   | روما، فلورنسا، تورينو                                    | نيقوسيا                                                              |
| اللغة الرسمية                                             | اللغة الإيطالية                                          | اليونانية الحديثة، اللغة التركية، لغة يونانية                        |
| العملة                                                    | يورو، ليرة إيطالية                                       | يورو، جنيه قبرصي                                                     |
| الناتج المحلي الإجمالي (بليون دولار)                      | 1.93 تريليون                                             | 21.65 مليار                                                          |
| الناتج المحلي الإجمالي (تعادل القوة الشرائية) بليون دولار | 2.26 تريليون                                             | 26.73 مليار                                                          |
| الناتج المحلي الإجمالي الاسمي للفرد دولار أمريكي          | 29.96 ألف                                                | 23.24 ألف                                                            |
| الناتج المحلي الإجمالي للفرد دولار أمريكي                 | 35.46 ألف                                                | 30.24 ألف                                                            |
| مؤشر التنمية البشرية                                      | 0.873                                                    | 0.850                                                                |
| رمز المكالمات الدولي                                      | +39                                                      | +357                                                                 |
| رمز الإنترنت                                              | .it                                                      | .cy                                                                  |
| المنطقة الزمنية                                           | توقيت وسط أوروبا، ت ع م+01:00، ت ع م+02:00، أوروبا/روما ‏ | ت ع م+02:00، ت ع م+03:00، توقيت شرق أوروبا، توقيت شرق أوروبا الصيفي ‏ |

## مدن متوأمة
في ما يلي قائمة باتفاقيات التوأمة بين مدن إيطالية وقبرصية:
- ترتبط أورط مع دالي باتفاقية توأمة منذ 2013.[16]
- ترتبط تيرامو مع ستروفولوس باتفاقية توأمة منذ 1996.[17][18][19][20]
- ترتبط البندقية مع Larnaca Municipality  [لغات أخرى]‏ باتفاقية توأمة منذ 1 مايو 2010.[21]
- ترتبط بيلاجيو مع Agros, Cyprus [الإنجليزية]‏ باتفاقية توأمة.
- ترتبط أنسيو مع Paphos Municipality  [لغات أخرى]‏ باتفاقية توأمة.[22]
- ترتبط كريسبيانو مع Pano Lefkara [الإنجليزية]‏ باتفاقية توأمة منذ 2006.[23]
- ترتبط كوليتورتو مع Pano Lefkara [الإنجليزية]‏ باتفاقية توأمة.
- ترتبط Municipio II [الإنجليزية]‏ مع Aglandjia [الإنجليزية]‏ باتفاقية توأمة منذ 11 سبتمبر 2011.[24]

## منظمات دولية مشتركة
يشترك البلدان في عضوية مجموعة من المنظمات الدولية، منها:
| علم المنظمة | اسم المنظمة                               | تاريخ انضمام إيطاليا | تاريخ انضمام قبرص |
| ----------- | ----------------------------------------- | -------------------- | ----------------- |
|             | المنظمة الأوروبية لسلامة الملاحة الجوية   | 1996                 | 1991              |
|             | المنظمة الهيدروغرافية الدولية             | ?                    | ?                 |
|             | منظمة الشرطة الجنائية الدولية             | ?                    | ?                 |
|             | الاتحاد البريدي العالمي                   | ?                    | ?                 |
|             | منظمة التجارة العالمية                    | 1995                 | ?                 |
|             | الفريق المعني برصد الأرض                  | ?                    | ?                 |
|             | مجموعة الموردين النوويين                  | ?                    | ?                 |
|             | مؤسسة التنمية الدولية                     | 24 سبتمبر 1960       | 2 مارس 1962       |
|             | منظمة الأمن والتعاون في أوروبا            | 25 يونيو 1973        | 25 يونيو 1973     |
|             | مؤسسة التمويل الدولية                     | 27 ديسمبر 1956       | 2 مارس 1962       |
|             | مجلس أوروبا                               | 5 مايو 1949          | ?                 |
|             | منظمة حظر الأسلحة الكيميائية              | ?                    | ?                 |
|             | الأمم المتحدة                             | 14 ديسمبر 1955       | 20 سبتمبر 1960    |
|             | الاتحاد الدولي للاتصالات                  | 1866                 | 24 أبريل 1961     |
|             | الاتحاد الأوروبي                          | 25 مارس 1957         | 1 مايو 2004       |
|             | البنك الدولي للإنشاء والتعمير             | 27 مارس 1947         | 21 ديسمبر 1961    |
|             | مجموعة أستراليا                           | 1985                 | 2000              |
|             | المركز الدولي لتسوية المنازعات الاستشارية | 28 أبريل 1971        | 25 ديسمبر 1966    |
|             | وكالة ضمان الاستثمار متعدد الأطراف        | 29 أبريل 1988        | 12 أبريل 1988     |
|             | يونسكو                                    | ?                    | 6 فبراير 1961     |

## أعلام
هذه قائمة لبعض الشخصيات التي تربطها علاقات بالبلدين:
- أماديو التاسع، دوق سافوي (1 فبراير 1435 – 30 مارس 1472)
- شارلوت من سافوي (11 نوفمبر 1441 – 1 ديسمبر 1483)
- فيليب الثاني، دوق سافوي (5 فبراير 1438[32] – 7 نوفمبر 1497)
- كارلو الأول، دوق سافوي (29 مارس 1468[33] – 13 مارس 1490[33])
- كارلو الثالث دوق سفويا (10 أكتوبر 1486 – 17 أغسطس 1553)
- ماري من لوزنيان (1382 – 4 سبتمبر 1404)

## وصلات خارجية
- موقع وزارة الخارجية الإيطالية
- موقع وزارة الخارجية القبرصية